# Port Pintscha w Fürstenwalde/Spree

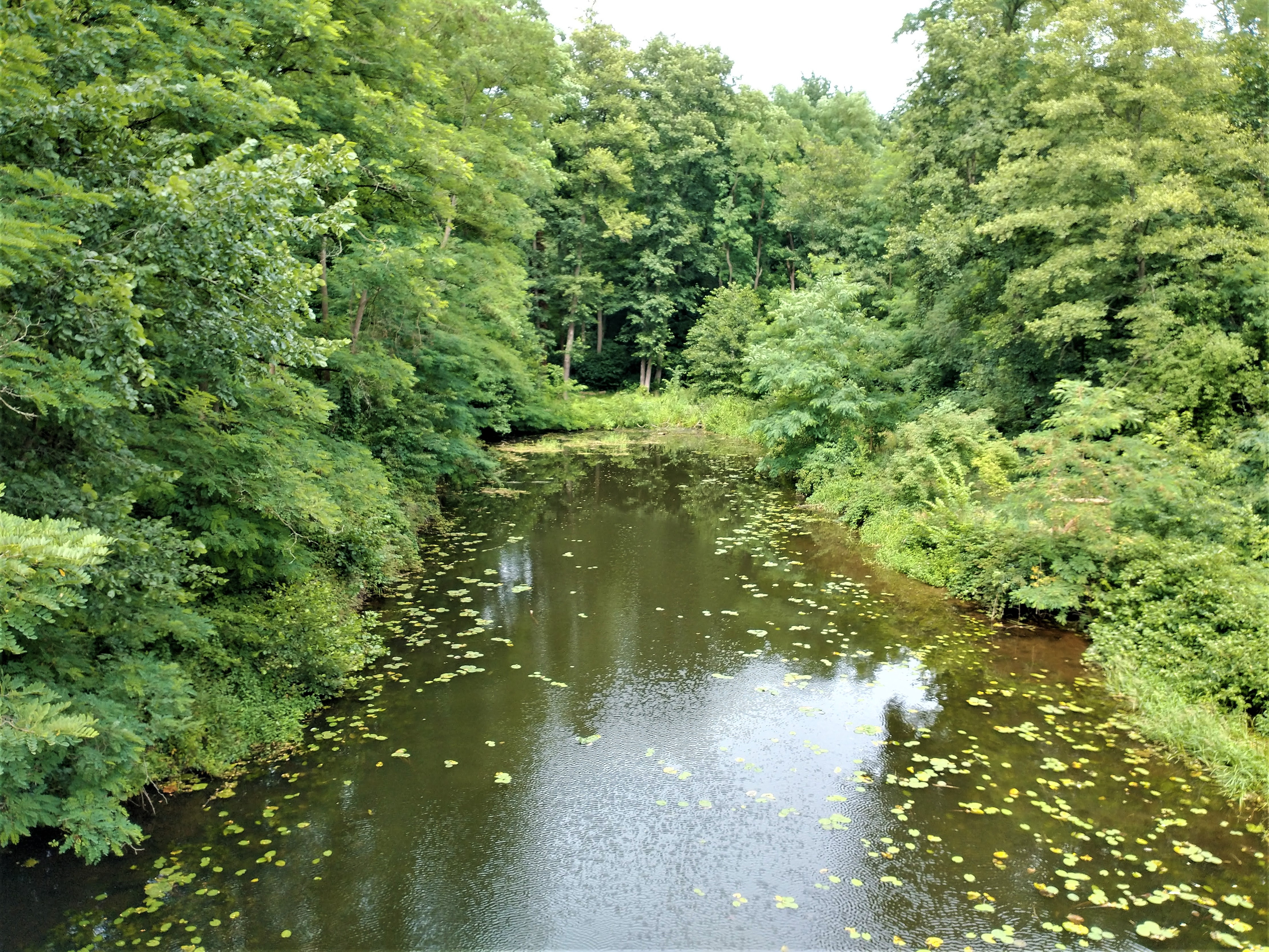
Dawny basen portowy

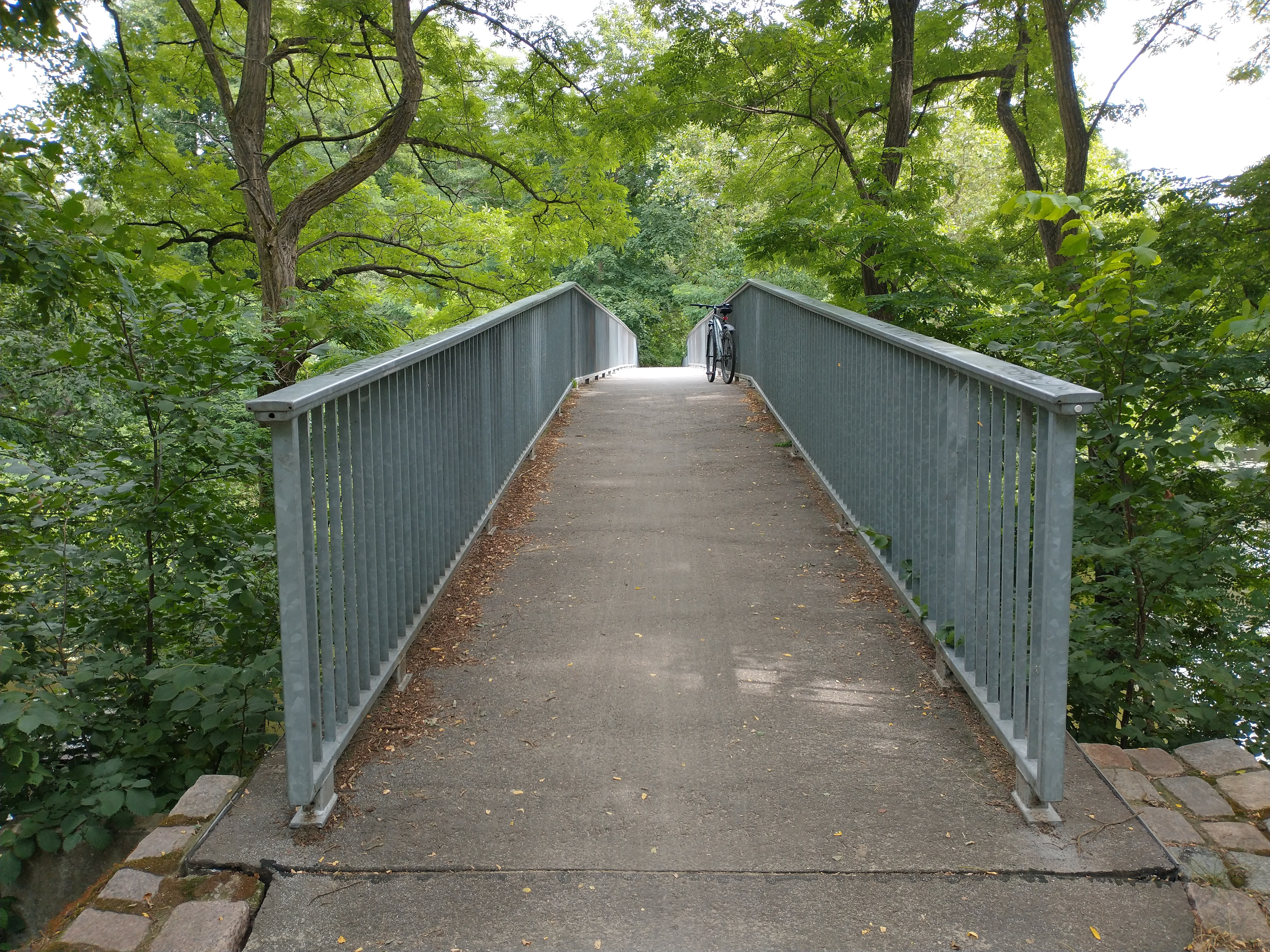
Most Pintscha

Port Pintscha (niem. Pintsch-Hafen) – dawny port rzeczny na prawym brzegu Szprewy, znajdujący się w zachodniej części miasta Fürstenwalde/Spree w Brandenburgii.
Port związany był z zakładami Juliusa Pintscha (1815-1884), który początkowo założył w Berlinie zakład hydrauliczny oraz produkcji lamp, a następnie (1872) otworzył i rozbudował oddział w Fürstenwalde. Fabryka była wówczas jedną z najnowocześniejszych w Niemczech w swoim segmencie rynku. Produkty Pintscha były użytkowane w wielu krajach świata. Przedsiębiorstwo posiadało prawie 408 000 metrów kwadratowych powierzchni. W latach 1936–1944 było tam zatrudnionych 11 200 osób, w tym 3000 cudzoziemców i 400 jeńców wojennych. Produkowano głównie technologię oświetlenia gazowego dla kolei i latarni morskich, a także systemy ogrzewania parowego dla wagonów oraz regulatory ciśnienia gazu. Później (w okresie II wojny światowej) do wytwarzanego asortymentu dodano torpedy, części do okrętów podwodnych i min morskich. Z uwagi na zwiększające się potrzeby surowcowe i konieczność wywozu gotowych produktów, w latach 1936-1937 uruchomiono port rzeczny na Szprewie. W porcie funkcjonował 50-tonowy system suwnicowy, umożliwiający załadunek na barki m.in. wyrobów o dużych gabarytach, których nie można było wywozić koleją lub drogami lądowymi. Za pomocą Kanału Odra-Sprewa Szprewa była połączona z Łabą i Odrą, a tym samym z Morzem Północnym i Bałtyckim. Intensywna produkcja, zwłaszcza zbrojeniowa, została zakończona wraz z końcem II wojny światowej. Znacznie rozwinięte zaplecze zdemontowano. Port został zamknięty i nie był używany, obecnie jest porośnięty roślinnością. 
Warunkiem budowy portu było zachowanie historycznego pieszego i rowerowego szlaku turystycznego „Lange Bahn”, który został wytyczony w 1834 i biegł nad samym brzegiem Szprewy. W tym celu w 1936 wzniesiono tzw. Most Pintscha (niem. Pintschbrücke), który jest obecnie jedynym zachowanym elementem infrastruktury portowej. Prowadzi nim m.in. długodystansowy szlak Spreeradweg. 